# Movimiento Nacional de Juventudes
El Movimiento Nacional de Juventudes (MNJ) fue una institución gubernamental pública de Costa Rica, que funcionó entre los años 1965 y 2002.

## Antecedentes
Según el historiador costarricense Percy Rodríguez Argüello, en su libro Historia del Movimiento Nacional de Juventudes 1965-2002, los orígenes de la institución se remontan a los años 1962 y 1964, cuando el Gobierno de Israel invitó a jóvenes de los partidos políticos y agrupaciones juveniles de América Latina a un curso a su país. El objetivo del curso fue transmitir a la juventud latinoamericana, el espíritu pionero del que hacía gala la juventud israelí en los inicios del Estado de Israel. En el caso de los jóvenes costarricenses que participaron, a su regreso al país, comenzaron la redacción de un proyecto de ley, que crearía dicha organización.

## Fundación del Movimiento Nacional de Juventudes
El Movimiento Nacional de Juventudes fue creado el 16 de abril de 1965, por Decreto Ejecutivo del Presidente costarricense Francisco José Orlich Bolmarcich. La Asamblea Legislativa de Costa Rica aprobó su Ley Orgánica, mediante el Decreto n.º 3674 del 27 de abril de 1966 y este fue publicado en La Gaceta N.º 94 del 28 de abril de 1966. En julio se nombró como Primer Director Ejecutivo, al señor Manuel Enrique López Trigo y como Encargado Administrativo al señor Carlos Desanti.
Según el artículo tercero del Decreto n.º 3674, el Movimiento Nacional de Juventudes tuvo como objetivo inculcar en la juventud costarricense sentimientos de amor a la patria y al trabajo y espíritu de servicio, altruismo y cooperación. Para ese efecto, el MNJ debería crear centros de atracción en las comunidades que ofrecieran a los jóvenes, un marco de posibilidades de estudio y trabajo, complementarias de las recibidas en los centros académicos.

## Etapas
El MNJ tuvo una etapa de consolidación en el período comprendido entre 1965 y 1970, debido a que nace como una institución adscrita a la Presidencia de la República de Costa Rica. A partir de 1971, se convirtió en una institución adscrita al Ministerio de Cultura, Juventud y Deportes (MCJD), actual Ministerio de Cultura y Juventud de Costa Rica.
Según el historiador Percy Rodríguez Argüello, entre 1971 y 1978, el MNJ desarrolló 80 centros juveniles en 82 comunidades, integrando más de 140 grupos juveniles; entre 1978 y 1982, se caracterizó por reformas internas; entre 1982 y 1990, impuso un modelo basado en la gestión de empresas juveniles y servicio voluntario; entre 1990 y 1994 fomenta planes de desarrollo para la persona joven; entre 1994 y 1998 fortaleció el voluntariado y la lucha contra la pobreza; y finalmente, entre 1998 y el año 2002, volcó su trabajo en la implementación de programas de capacitación para el empleo, especialmente con el Programa Construyendo Alternativas Juveniles, que coordinó el Componente de Empleo Juvenil, en el ámbito nacional.

## Derogación del Movimiento Nacional de Juventudes
El 20 de mayo de 2002, la Asamblea Legislativa publicó en La Gaceta la Ley General de la Persona Joven, Ley n.º 8261, que creó un nuevo Sistema Nacional de la Juventud y derogó la Ley Orgánica del Movimiento Nacional de Juventudes n.º 3674 del 27 de abril de 1966.

## Legado
La experiencia, los programas, los funcionarios, las Casas de la Juventud y los activos del Movimiento Nacional de Juventudes, pasaron a formar parte del nuevo ente rector de la oferta pública de juventud en Costa Rica, el Consejo Nacional de Política Pública de la Persona Joven, conocido como, el Consejo de la Persona Joven (CPJ).